# Ponszó 4R
Az E124 (más néven Neukokcin, Ponceau 4R , Brilliant Scarlet 4R, Food Red 7, C.I. 16255, Cochineal Red A, Kosnil vörös, New Coccine, Acid Red 18, SX purple) egy szintetikus élelmiszer-adalékanyag, melyet élelmiszerek színezésére használnak.
Az E124-et általában kőszénkátrányból szintetizálják.
Aszpirin-érzékenyeknél allergiás reakciókat okozhat, valamint hisztamin-felszabadító hatása miatt az asztmás tüneteket erősítheti.[forrás?]
Néhány országban (Norvégiában, Finnországban, USA-ban feltételezett rákkeltő hatása miatt tiltott adalékanyagnak minősül.[forrás?]